# Honoré Gabriel Riqueti de Mirabeau

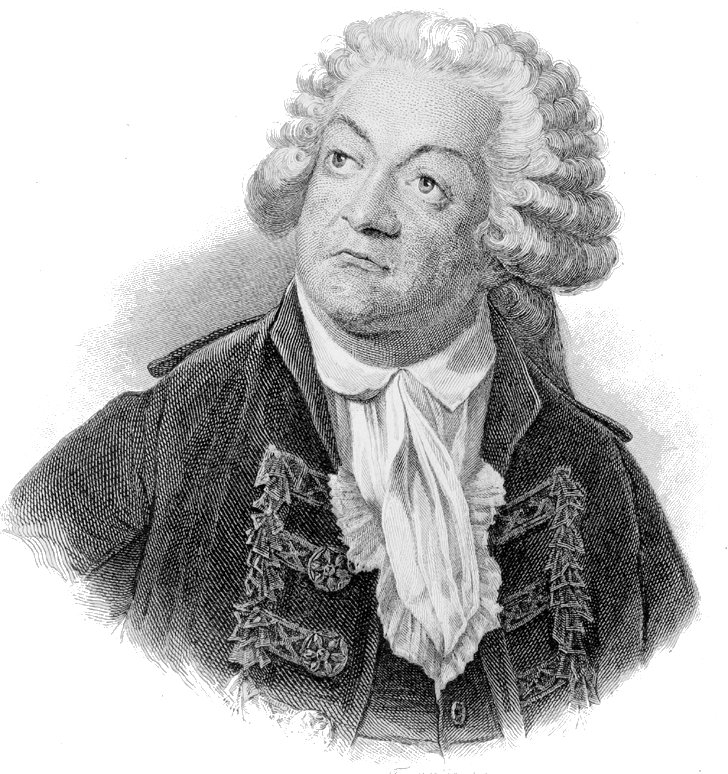
Greve Honoré Gabriel Riqueti de Mirabeau

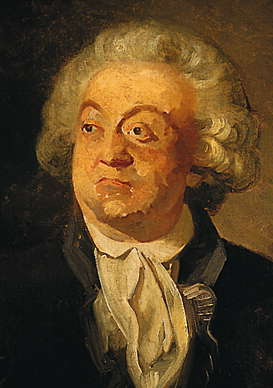
Honoré Gabriel Riqueti de Mirabeau, målad av Joseph Boze

Honoré Gabriel Riqueti de Mirabeau, född 9 mars 1749, död 2 april 1791, greve, fransk revolutionspolitiker och upplysningsfilosof; ordförande i jakobinklubben 1790, nationalförsamlingens talman. Son till Victor Riqueti de Mirabeau.
Under den franska revolutionen räknades han till den moderata falangen. Han förespråkade en konstitutionell monarki byggd på modell från Storbritannien. Han anses av många som den franska revolutionens största statsman.

## Familjehistoria
Slottet Mirabeau köptes av den ursprungligen italienska familjen 1570. 1685 fick hans farfars far titeln markis av Mirabeau. Hans far - markisen Victor Riqueti de Mirabeau - var ekonom av den fysiokratiska skolan. Han utmärktes bland annat med den svenska Vasaorden. Hans livsföring stod dock i den mest skriande motsats till hans läror. Själv otrogen mot sin otrogna hustru, låg han i en ständig följd av processer med henne och sina barn. Med huslig tyranni sökte han bryta sonens självständighet och tukta hans böjelse för utsvävningar. Varken det ena eller andra lyckades. 

## Mirabeaus liv före revolutionen
Honoré Mirabeau föddes i Le Bignon, nära Nemours. Han var äldsta överlevande son till Victor de Riqueti, markis av Mirabeau och hans fru Marie-Geneviève de Vassan. När han var tre fick han smittkoppor, vilket vanställde hans ansikte. Detta anses ha bidragit till hans faders ogillande av honom. 
Mirabeau blev 1767 placerad vid det kavalleriregemente där hans farfar en gång varit befälhavare. Han inledde där en kärleksaffär med överstens fästmö. Detta ledde till en sådan skandal att Mirabeaus far Victor såg till att han insattes i fängelse på ön Île de Ré. Fängslandet genomfördes på ett sätt som var vanligt i Frankrike sedan århundraden, genom ett "lettre de cachet". Detta innebar ett brev från hovet som innehavaren kunde nyttja till en mängd olika saker, bland annat att utan rättegång fängsla valfri person.
Efter att ha släppts från fängelset försökte Mirabeau förbättra relationen med sin far, och 1772 gifte han sig med den 18-åriga Marie-Marquerite-Emilie de Covet, dotter till markisen de Marignane. Han fick dock inte det ekonomiska stöd från sin far och sin svärfar som han räknat med efter äktenskapet. Vid denna tid hade Mirabeau redan hamnat i ekonomiska svårigheter och en ökande skuldsättning beroende på sin de extravaganser han och hans hustru var vana vid. Dessa ekonomiska problem ledde till att hans far sände dem till landsbygden i en form av exil. Där skrev Mirabeau sin första bok: Essä över despotismen. Paret fick där också en son. Denne dog tidigt på grund av de usla levnadsförhållandena.
Mirabeaus förmåga att hamna i våldsamma gräl och i handgemäng ledde till ett uppträde med en lokal adelsman som hade förolämpat hans syster. Hans far fick då ett nytt lettre de cachet utfärdat, och Mirabeau fängslades 1774 på fångön utanför Marseille Château d'If (ön är känd för att den litterära gestalten greven av Monte Christo satt fängslad där). 1775 flyttades han till slottet Joux, där han fick en större rörelsefrihet med full möjlighet att vistas i staden Pontarlier. Där mötte han Marie Thérèse de Monnier, sin "Sophie", och de två blev kära. De rymde till Schweiz. I Pontarlier dömdes han till döden för förförelse och bortförandet av Sophie. I maj 1777 blev han gripen av den franska polisen och för tredje gången förd till fängelse med hjälp av ett lettre de cachet.
Från fängelse skrev han de oanständiga "Breven till Sophie", som senare publicerades efter hans död. Vidare skrev han verket "Om Lettres de Cachet och om statsfängelser", vilket publicerades efter att han frigavs (1782). Där uppvisar han en mycket god kunskap om den franska konstitutionella historien, skickligt tillämpad för att visa att systemet med lettre de cachets inte bara var orättvist och oetiskt utan även konstitutionellt olagligt. Verket uppvisar hans stora historiska kunskap, goda insikt i filosofiska resonemang och förmåga att tillämpa sina kunskaper på aktuella frågor. Dessa egenskaper var karakteristiska för Mirabeau både som politisk tänkare och som statsman.
Han lyckades vid frisläppandet att få sin dödsdom upphävd. Han fick då veta att hans Sophie hade tröstat sig med en ung officer, och när denne avled begick hon självmord. Efter diverse nya juridiska konflikter med sin fru och sina föräldrar attackerade han därefter myndigheterna så våldsamt att han tvingades lämna Frankrike och fly till Holland. Efter en tid där reste han vidare till England, där hans skrifter om "Lettres de cachet" var mycket beundrade. Där umgicks han i den litterära och politiska societeten.
Trots hans ständiga angrepp på myndigheter och prominenta personer i det franska samhället, var hans begåvning för stor för att utrikesminister Charles Gravier skulle kunna bortse från den. Han skickades 1786 på ett kombinerat diplomat- och spionuppdrag till Preussen. Han lärde där känna kungen Fredrik den store under dennes sista tid i livet. Brev från denna period som Mirabeau skrev visar tydligt att Mirabeau med sin skarpa iakttagelseförmåga och lika skarpa penna var totalt olämplig som diplomat.

## Under revolutionen
När Mirabeau fick höra om kungens beslut att sammankalla riksdagen (senare Nationalförsamlingen) reste Mirabeau till Provence för att söka en riksdagsplats. Efter att först blivit avvisad som ombud för adelsståndet, blev han utsedd som representant för det tredje ståndet (borgare och bönder) både i Aix-en-Provence och Marseille. Han accepterade Aix riksdagsplats och var närvarande vid riksdagens öppnande den 4 maj 1789. Under åren 1789 till 1791 sammanfaller Mirabeaus liv med Nationalförsamlingens. Vid varje stor kris hördes hans röst (även om hans råd inte alltid följdes). Han uppvisade såväl logisk skicklighet som passionerad entusiasm. Han hade sedan gammalt kontakter i regeringen, och hade därmed möjlighet att agera mellan kung, regering och Nationalförsamling. Tyvärr ledde detta stundtals till att alla sidor uppvisade en misstro mot Mirabeau eftersom han befarades representera motståndarna.
Mirabeaus såg den engelska styrelseformen som något av ett ideal. Han menade att en regering skulle styra med mandat från det av folket utsedda parlamentet. Som statschef såg Mirabeau helst en kung/drottning, men statschefen skulle styra i samförstånd med regeringen (inte som dittills i Frankrike vara enväldig härskare). 
Redan de första veckorna etablerade Mirabeau sig som något av en talesman och ledare för Nationalförsamlingen. Berömt är hans utbrott mot kungens överceremonimästare Brézé när denne den 23 juni 1789 kom för att be de tre stånden att efterfölja kungens tidigare givna befallning att lämna riksdagssalen och samlas vart stånd för sig. Mirabeau förklarade att man (det tredje ståndet) vägrade, och att bara bajonetternas makt skulle kunna förmå dem till detta.
Under själva revolutionsdagarna kring den 14 juli var Mirabeau inte närvarande. Han hade kallats till sin faders dödsbädd, och de två hade där försonats. 
Månaderna efter Bastiljens stormande kom förändringarna av styrelseskicket slag i slag. Mirabeau försökte hålla tillbaka Nationalförsamlingen. Hade han (som han själv sannolikt önskade) fått chansen att leda regeringen hade detta kanske lyckats. Regeringens starke man finansminister Necker kände dock en stark motvilja mot Mirabeau, framför allt beroende på dennes utsvävande leverne vilket omöjliggjorde deras närmare samarbete. Mirabeau försökte hela tiden arbeta för att giva monarken en fortsatt roll i riksstyrelsen, men Ludvig XVI:s svaga och oflexibla agerande och oförmåga att samverka med Nationalförsamlingen motverkade Mirabeaus syfte.
Från maj 1790 till sin död ett år senare hade Mirabeau täta kontakter med hovet. Dessa kontakter skedde i hemlighet. Han la fram en mängd förslag till kungen och drottningen för att styra över revolutionen i en mer balanserad riktning. I gengäld betalade hovet Mirabeaus ständigt stora skulder. Det finns inga tecken på att han blev mutad eftersom hovets guld aldrig fick honom att avvika från sina politiska principer. Han såg sig själv snarare som något av en minister utan portfölj, värdig sin lön. Under 1790 utsågs han även till ordförande för den mäktigaste politiska kraften jakobinklubben. Sammantaget var Mirabeau den ledande kraften i Nationalförsamlingen de första två åren efter revolutionen. Hans talekonst var lysande.
I utrikesaffärer var Mirabeau mycket aktiv under sitt sista levnadsår. Han var gammal vän med utrikesministern Armand Marc, och när kriserna hopade sig kommunicerade Mirabeau dagligen med ministern och gav honom råd i varje enskild fråga. Samtidigt försvarade han den förda utrikespolitiken i Nationalförsamlingen. Även detta visar honom som en stor statsman, inte minst genom den förvirring och vanskötsel som uppstod i utrikesdepartementet efter hans död. 

## Mirabeaus död
Mirabeaus hälsa hade allvarligt undergrävts såväl av hans excesser i ungdomen kombinerade med de återkommande fängelsevistelserna som av hans nästan omänskliga arbetsbörda i politiken. Han verkade i politiken in i det sista. Under våren 1791 var han talman för Nationalförsamlingen. Den 27 mars uppträdde han som vanligt i talarstolen, men samma kväll föll han som träffad av blixten, för att inte mer resa sig. Den 2 april rycktes han bort. Hans för tidiga död sågs som en nationell olycka, och med ståt som för en konung begravdes han. Mirabeau blev den förste som begravdes i en Pariskyrka som döptes om till Panthéon och som reserverades för Frankrikes stora män. När hans hemliga kontakter med kungen avslöjades efter hans död flyttades hans kvarlevor dock från Panthéon 1794.
Vid tiden för sin död fruktade Mirabeau för den franska konstitutionella monarkins framtid. Han insåg att många mäktiga grupper hade andra styresformer i sikte av mer radikal natur. Inte ens Mirabeaus jättekrafter räckte dock till för att ändra på detta.

## Utmärkelser
Asteroiden 8169 Mirabeau är uppkallad efter honom.